# Wunder Jesu

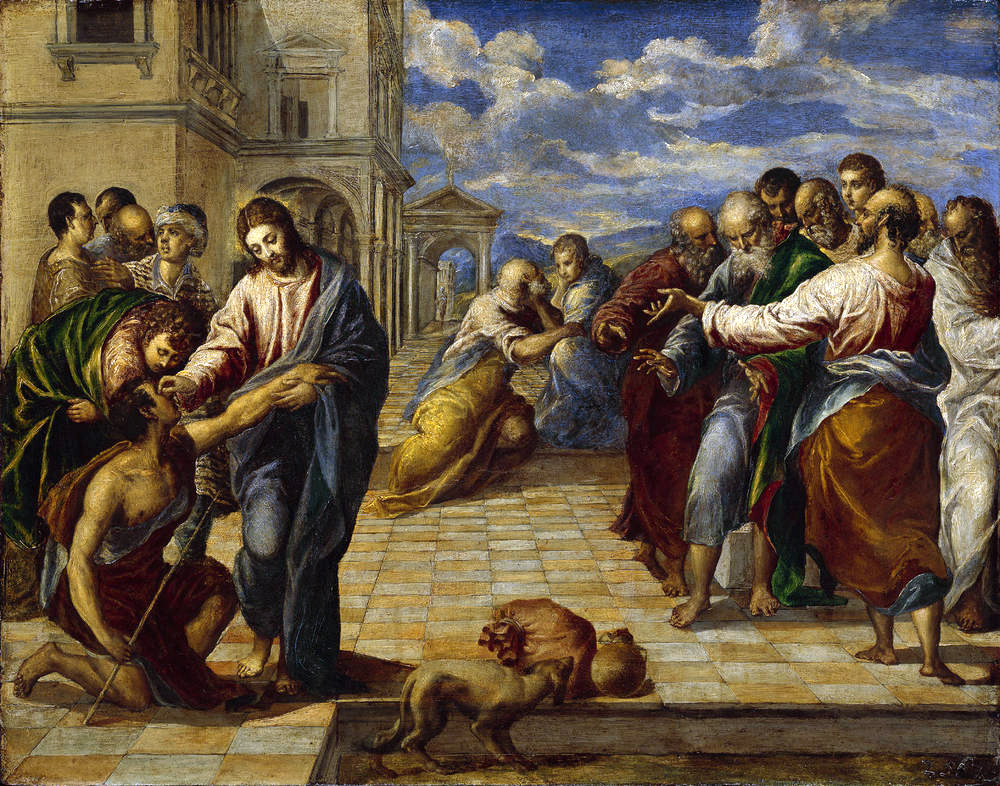
El Greco: Die Heilung des Blinden (etwa 1567)

Wunder des Jesus von Nazaret sind nach dem Neuen Testament (NT) wesentlicher Teil seines Handelns. Die Evangelien und einige später entstandene Apokryphen erzählen von Wundertaten Jesu in Galiläa, Judäa und Jerusalem. Diese von Urchristen verfassten Texte verkündigen damit Jesus Christus als Sohn Gottes, sind also Glaubensaussagen über ihn. Die historische Jesusforschung nimmt an, dass tatsächliche Heilungen Jesu einige der ältesten Wundererzählungen veranlassten und diese später legendarisch vermehrt wurden.
Einige Texte des NT beziehen sich auf Wundertaten Gottes an Jesus, darunter die  Jungfrauengeburt, Taufe Jesu und Auferstehung Jesu Christi.

## Begriff
Das in der Antike übliche Wort für „Wunder“ war das griechische thauma für „Erstaunliches“, „Außergewöhnliches“. Es unterscheidet nicht zwischen Ereignissen, die über die Alltagserfahrung hinausgehen, oder unerwartet, unerklärlich und ohne bekannte Ursachen geschehen. Das NT verwendet diesen Begriff für Jesu Taten nur einmal, als Plural (Mt 21,15 ). Er erscheint sonst nur bezogen auf satanische, verführerische Mächte. Paulus von Tarsus spricht von „Lügenaposteln“, die sich als Christi Apostel ausgeben, also ähnliche Heiltaten wie diese demonstrieren (2 Kor 11,14 ): „Kein Wunder, denn auch der Satan tarnt sich als Engel des Lichts.“ Die Johannesapokalypse bezieht das Verb „sich verwundern“ gerade nicht auf ein heilvolles Ereignis, sondern auf die blutigen Christenverfolgungen im Römischen Reich, das als „Hure Babylon“ symbolisiert ist (Offb 17,6 ).

Das NT bezeichnet Jesu Taten auch nicht als terata für ungeheuerliche Geschehnisse oder für Beweise, die auf die besondere Fähigkeit des Täters schließen lassen. Jesus habe das Verlangen seiner Gegner nach solchen Beweisen für seine Messianität zurückgewiesen und deren Wundererwartung kritisiert: 

„Da seufzte er tief auf und sagte: Was fordert diese Generation ein Zeichen? Amen, das sage ich euch: Dieser Generation wird niemals ein Zeichen gegeben werden.“

„Da sagte Jesus zu ihm: Wenn ihr nicht Zeichen und Wunder seht, glaubt ihr nicht.“

 Denn auch endzeitliche Verführer gäben solche Zeichen (Mk 13,22 ; vgl. Dtn 13,2–6 ).

Das Johannesevangelium bezeichnet gleichwohl sieben Taten Jesu ausdrücklich als Zeichen (altgriechisch σημεῖα semeia) und fasst diese am Ende des Evangeliums als konstitutiv für die Messianität Jesu und den Glauben seiner Leser zusammen: 

„Noch viele andere Zeichen, die in diesem Buch nicht aufgeschrieben sind, hat Jesus vor den Augen seiner Jünger getan. Diese aber sind aufgeschrieben, damit ihr glaubt, dass Jesus der Messias ist, der Sohn Gottes, und damit ihr durch den Glauben das Leben habt in seinem Namen.“

Auch die Taten der Apostel werden gelegentlich semeia genannt (2 Kor 12,12 ; Apg 5,12 ).
Oft wird Jesu Heilkraft in den Wundertexten mit dem Ausdruck dynamis – Kraft, Macht – bezeichnet (Lk 10,13 ). Von dieser wird landesweit erzählt (Mk 5,30 ; 6,2); sie bahnt den Weg der Erkenntnis über Jesu wahre Identität (Mk 8,27ff. ). In Jesu Eigenaussagen und der unmittelbaren Reaktion von Augenzeugen auf ein Wunder jedoch dominiert der Begriff exousia – Vollmacht –, der auf Gottes Auftrag, so zu handeln, verweist (Mk 1,27 ). Dabei soll das Heilwunder diesen nur sekundär bestätigen, nicht primär begründen (Mk 2,10 ). Dort, wo nach seiner Identität gefragt wird, verweist Jesus auf das, was in seiner Umgebung geschieht, nämlich die Erfüllung von Gottes Verheißungen für die Heilszeit (Mt 11,4f. ). Er sagt nicht: „Ich tue das“. 
Deshalb ordnet die neutestamentliche Wissenschaft Jesu Wunder nicht einfach in einen allgemeinen antiken Wunderbegriff ein, sondern untersucht ihre jeweilige Besonderheit.

## Neues Testament

### Austreibung von Dämonen

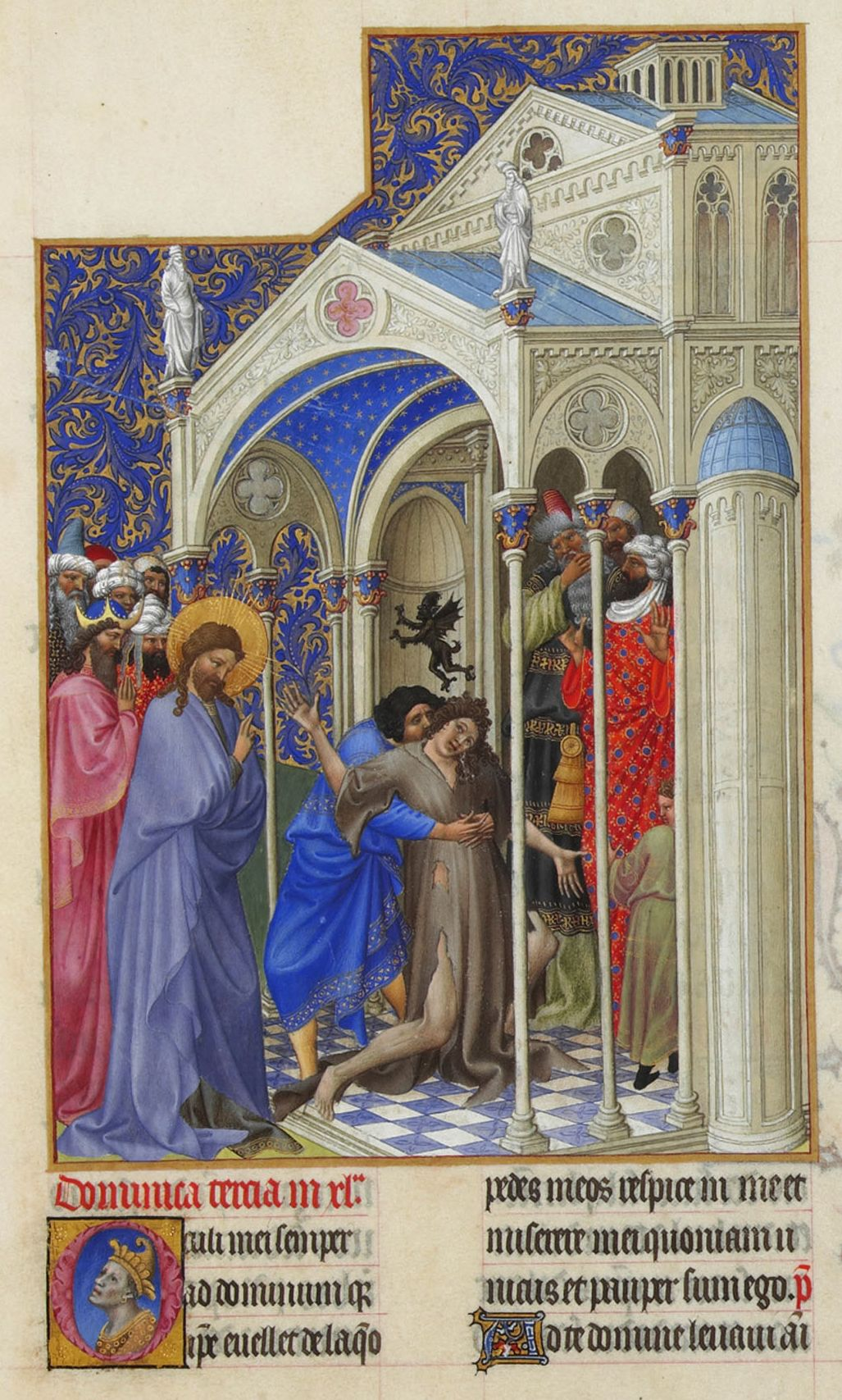
Dämonenaustreibung in Kapernaum, Très Riches Heures du Duc de Berry

Besonders das Markusevangelium berichtet von Jesu Auftreten gleich zu Beginn, er habe Dämonen ausgetrieben. Ihm folgen die übrigen Synoptiker mit teils ähnlichen, teils abgewandelten Exorzismus-Berichten:
- der Besessene in der Synagoge von Kafarnaum (Mk 1,21–28)
- Heilung des Besessenen aus Gerasa (Mk 5,1–20; Mt 8,28–34; Lk 8,26–39)
- Fernheilung der Tochter einer Ausländerin (Mk 7,26–30)
- Heilung des epileptischen Knaben (Mk 9,14–29)
- Heilung eines Stummen (Mt 9,32–34)
- Heilung eines Blinden und Stummen (Mt 12,22) oder Stummen (Lk 11,14)
- Heilung des schlafwandlerischen Knaben (Mt 17,14–21)

Die Exorzismen finden alle in Galiläa oder Judäa, nicht in Jerusalem statt. Sie betreffen vor allem Menschen mit damals unheilbaren Krankheiten, die man sich als „Besessenheit“ durch eine fremde, böse, den Menschen beherrschende Macht erklärte. Typische Züge dieser Berichte sind: Der Mensch ist dem Dämon völlig ausgeliefert; dieser redet durch ihn. Es findet ein Kampf zwischen Jesus und dem bösen Geist auf dem „Gebiet“ des Kranken statt, bei dem Jesus siegt: Er kennt den Dämon, nennt ihn beim Namen und befiehlt ihm, auszufahren. Auch die Dämonen erkennen Jesus als den Sohn Gottes, den sie fürchten und verkünden müssen (Mk 1,24.34; 3,11). Sie sind auch noch nach der Austreibung gefährlich und suchen sich einen Ort, um „hineinzufahren“ (Mk 5,12f.; Mt 12,43ff.).
Anders als andere antike Austreibungsberichte erwähnt das NT von Jesus keinerlei Rituale wie Geheimwissen, Beherrschung fremder dämonischer Sprache, Magie, gewalttätiges Vorgehen, mit denen er den Dämon besiegt. Seine „Waffe“ ist allein die befehlende unwiderstehliche Anrede. Damit verkündigen die NT-Berichte, dass Jesus über Gottes Schöpfermacht verfüge, Gott also in ihm gegenwärtig sei.
Die Austreibungen geschehen als öffentliche Heilwunder. Durch sie verbreitet sich die Kunde von Jesus rasch „im ganzen galiläischen Land“ (Mk 1,28), später auch in anderen Gegenden (Mk 3,8). Zugleich wachsen mit seinen Heilerfolgen Skepsis und Ablehnung (Mk 3,6). Wegen Jesu Heilkraft feinden einige Jerusalemer Schriftgelehrte ihn als angeblich mit Beelzebub verbündet an (Mk 3,22-30). Daher veranlassen die Exorzismen Streitgespräche Jesu mit Schriftlehrern und Gegnern oder sind eingebettet in öffentliche Lehrreden oder Jüngerbelehrung Jesu über die unreinen Geister (Mt 12,43ff).
In den Wunderberichten selbst fehlen direkte Bezüge zur Botschaft Jesu vom nahen Reich Gottes, der Umkehrruf, ethische Ermahnungen an Geheilte oder der Ruf in die Nachfolge Jesu. Erst im erzählerischen Rahmen sind sie mit diesen Themen verbunden. Mk 14–15 etwa ist nicht von der Gesamtkonzeption des Markusevangeliums zu trennen. Gottes Herrschaft realisiert sich auch nach der Logienquelle, die sonst kaum von Wundern berichtet, in den Exorzismen (Mt 12,28; Lk 11,20 ):

„Wenn ich aber die Dämonen durch den Finger Gottes austreibe, dann ist doch das Reich Gottes schon zu euch gekommen“

Dies erklären die meisten Neutestamentler nicht nur aus nachösterlicher Gemeindesituation, sondern führen es im Kern auf den historischen Jesus zurück: Er habe in dem Bewusstsein agiert, an der Schwelle einer neuen Welt zu stehen, in der das Böse bereits besiegt sei (Lk 10,18).
Jesu Antwort auf die Messiasfrage des inhaftierten Täufers (Bist du der Kommende, oder sollen wir auf einen anderen warten?) wird meist für authentisch gehalten. Sie verwies summarisch auf prophetische Verheißungen, die seine Heilwunder verwirklichten (Mt 11,1–6 ):

„Blinde sehen wieder und Lahme gehen; Aussätzige werden rein und Taube hören; Tote stehen auf und den Armen wird das Evangelium verkündet.“

Hier fehlt ein direkter Hinweis auf die Vertreibung böser Geister, die im Tanach, der hebräischen Bibel, nicht überliefert ist. Der Hinweis auf das, was in Jesu Gegenwart geschah, ließ offen, wer er ist. Verlangt wird hier kein Glaube an den Gottessohn, sondern nur:

„Selig, wer an mir keinen Anstoß nimmt.“

Auf welcher Kraft diese Taten beruhten, war offenbar schon zu Jesu Lebzeiten umstritten. Die sich daraus ergebenden Missionsprobleme könnten erklären, dass dieser Wundertyp bei den von Markus abhängigen Synoptikern Matthäus und Lukas weniger oft erscheint und im Johannesevangelium ganz fehlt, das sonst gerade die Auseinandersetzung um Jesu Vollmacht mit seinen Gegnern betont.
Die Exorzismen bewegten offenbar auch nichtchristliche Heiltäter, im „Namen Jesu“ zu heilen (Mk 9,38f.). Sie lösten in Judäa, wo man nichts von Jesu Herkunft wusste, Gerüchte aus, wonach er der wiedergeborene Elija sei (Mk 8,28). Das war wohl keine von Christen erfundene Tradition, da für sie nicht Jesus, sondern Johannes der Täufer der wiedergeborene Prophet der Endzeit war (Mk 9,13; Mt 11,14). Demnach haben diese Wunder schon Jesu Zeitgenossen beeindruckt und wurden nicht nur von Jesu Anhängern überliefert.

### Heilungswunder

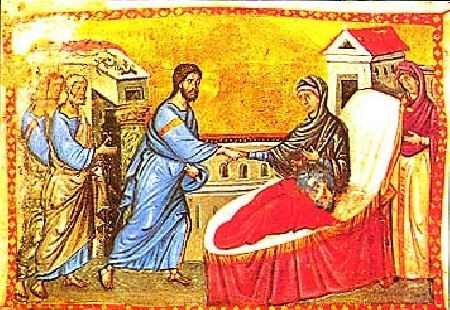
Heilung der Schwiegermutter des Petrus, Athos-Evangeliar, 13. Jh.

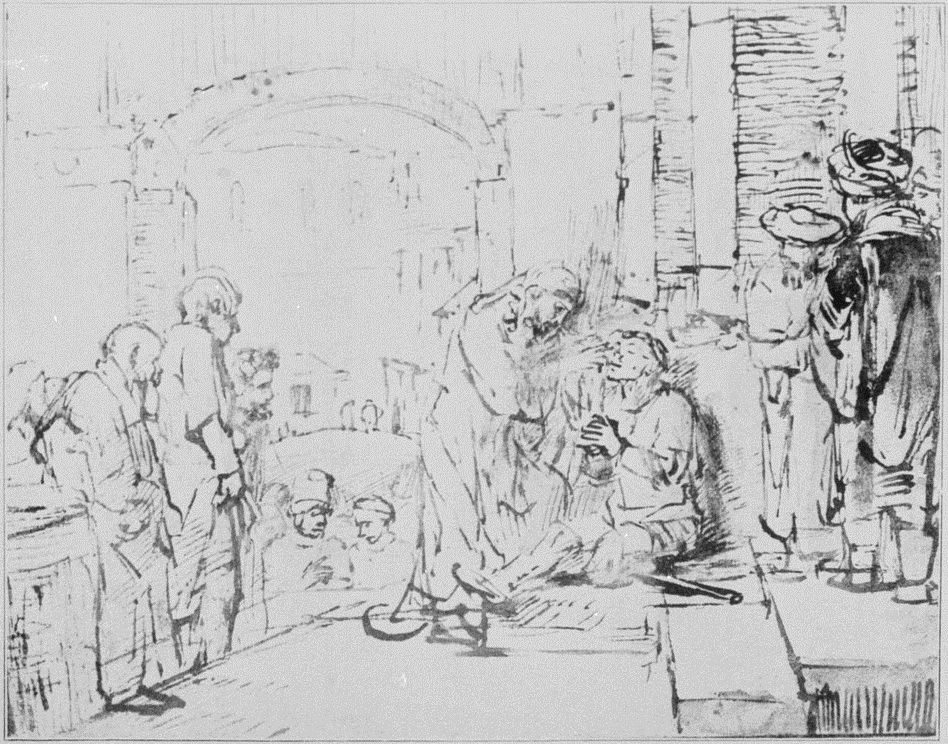
Heilung des Blinden, Rembrandt, 17. Jh.

Andere Heilungswunder Jesu geschehen ohne Kampf mit einer dämonischen Fremdmacht: durch aktive oder passive Übertragung seiner Kraft auf die kranke Person oder durch seinen Befehl oder Zuspruch. Die Kranken oder ihre Angehörigen bitten oft selber darum. Er berührt sie oder sie berühren ihn. Dazu gehören:
- Heilung der Schwiegermutter des Simon Petrus in Kafarnaum durch Handberührung (Mk 1,29–31 par.)
- Heilung eines Aussätzigen durch Handausstrecken und Wortbefehl (Mk 1,40ff.)
- Heilung des Gichtbrüchigen nach Sündenvergebung (Mk 2,1–12)
- Heilung des Menschen mit der verdorrten Hand am Sabbat (Mk 3,1–6)
- Heilung der Frau mit Blutfluss durch Berühren des Gewandes Jesu und Freispruch (Mk 5,25–34)
- Heilungssummarium am See Genezareth (Mk 6,54ff.)
- Heilung des Taubstummen in der Dekapolis (Mk 7,31–37)
- Heilung des Blinden von Bethsaida (Mk 8,22–26)
- Heilung des Blinden am Ortsausgang von Jericho (Mk 10,46–52)
- Heilung eines Gelähmten durch Sündenvergebung (Lk 5,17–26)
- Heilung von zehn Aussätzigen (LK 17, 11–19)
- Heilung einer Frau am Sabbat (Lk 13,10–17)
- Fernheilung des Knechtes eines römischen Offiziers in Kafarnaum (Mt 8,5–13 par.)
- Heilung eines Beamtensohnes in Kana (Galiläa) (Joh 4,47–53)
- Heilung des Kranken am Teich Bethesda (Joh 5,1–9)
- Heilung eines Blindgeborenen am Teich von Siloah (Joh 9,1–7)

Einige Berichte stellen Jesu Heilkraft als eine Art Aura dar, die jeden, der ihn (sogar ohne sein Wissen) berührt, erfasst. Andere setzen voraus, dass er diese Kraft, meist durch Handauflegen, in freier Entscheidung selbst weitergab; den seit 38 Jahren Gelähmten fragt Jesus zuvor, ob er gesund werden wolle (Joh 5,6). Wieder andere Texte gehen davon aus, dass er wie ein Arzt Heilmethoden anwandte, die schrittweise die Heilung bewirkten.
Ausgeführt wird dies nur selten, etwa im Falle des Blinden von Bethsaida: Dieser wird zuerst aus dem Ort geführt, also von seiner sozialen Umgebung isoliert, seine Augen werden mit Speichel benetzt, hinzu kommt mehrfaches Handauflegen. Einem Tauben steckt Jesus die Finger in die Ohren; einem Blinden legt er einen Brei aus Speichel und Erde auf die Augen und sendet ihn, sich zu waschen (Joh 9,6f). Das direkte befehlende Wort an die Person (z. B. „Steh auf, nimm dein Bett und geh!“ in Mk 2,11; Joh 5,8 oder „Strecke deine Hand aus!“ in Mk 3,5) ist jedoch auch in dieser Wundergattung entweder unmittelbar heilend oder der Durchbruch zur Heilung als letzter Schritt.
Die Kranken werden in diesen Texten ohne Vorbedingung und Auflagen geheilt; nur der Gichtbrüchige wird als Sünder angeredet. Jedoch wird seine Sünde nicht als Krankheitsursache dargestellt; ebenso wenig erscheinen diese Kranken als von böser Macht Besessene. Bei dem Blindgeborenen weist Jesus die Annahme einer Bestrafung für die Sünden der Eltern ausdrücklich zurück (Joh 9,2f).
In vielen dieser Berichte spielt das Glaubensmotiv eine Rolle, das auch außerhalb von Wunderberichten vorkommt, so im Jesuswort vom bergeversetzenden Glauben (Mk 11,22ff.). Der Zuspruch Dein Glaube hat dich gerettet stellt das unbedingte Vertrauen des Hilfesuchenden in Jesus bereits als Heilung fest, noch bevor diese eingetreten ist. Dies findet sich nur in Jesuswundern, nicht in der antiken Umwelt. Dort ist der Glaube an den Wundertäter Folge der erfahrenen Wunderwirkung, hier ist er selbst Teil der Heilung. Diese zielt auf den Lobpreis Gottes, nicht auf den Ruhm des Wundertäters (Mk 2,12).
Einige Heilungswunder wurden als „Normenwunder“ bezeichnet, weil das Wunder eine Regel, ein Gebot Gottes oder ein ethisches Verhalten begründet und bekräftigt. Während solche Wunderberichte in der Umwelt oft einer Normverschärfung dienten, sind sie in der synoptischen Jesusüberlieferung selten und demonstrieren die Entschärfung einer Norm. So setzen Jesu Heilungen am Sabbat in der Synagoge die Norm, das Einhalten der Sabbatruhe, zugunsten der Lebensrettung außer Kraft. Damit handelte Jesus so wie der Toralehrer Hillel, der den Bruch des Sabbatgebots zur Lebensrettung schon vor Jesu Auftreten erlaubt hatte. Jesus bekräftigt diese Erlaubnis zudem durch entsprechendes eigenes demonstratives Handeln. Auch den Jüngern erlaubte er diesen Bruch laut Mk 2,23ff (Ährensammeln am Sabbat).

### Geschenkwunder

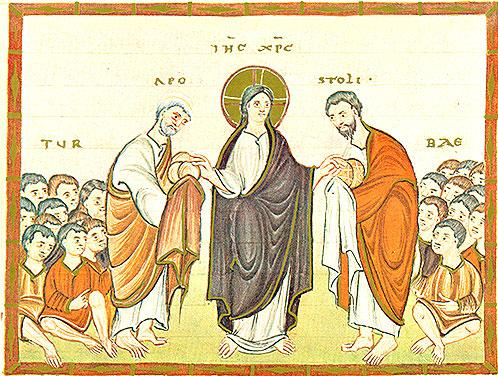
Speisung der 5000, Codex Egberti

Hier bewirkt ein Wunder Jesu eine große Menge Nahrung als Gabe an eine Gruppe von Menschen, die Mangel erlebten, ohne dass Jesus direkt darum gebeten wurde:
- Speisung der 5000 (Mk 6,35–44 par Mt 14,13–21; Lk 9,10–17; Joh 6,1–13)
- Speisung der 4000, eine Dublette (Mk 8,1–9 par Mt 15,32–38)
- der wunderbare Fischfang (Lk 5,1–11)
- ein weiterer wunderbarer Fischfang (Joh 21,3–6)
- die Wandlung von Wasser in Wein bei der Hochzeit zu Kana (Joh 2,1–11)

Besonders die johanneischen Wundertexte enden mit der Beschreibung der Wirkung auf die Beobachter, mit Worten wie: „So tat Jesus sein erstes Zeichen, in Kana in Galiläa, und offenbarte seine Herrlichkeit und seine Jünger glaubten an ihn.“ (Joh 2,11 ).
Solche Texte können durch einzelne Merkmale der Verkündigung Jesu angeregt worden sein, etwa die Gastmähler und die Überlieferung vom Abendmahl Jesu. Sie greifen auch Motive wie die wunderbare Brotvermehrung auf, die aus dem Tanach von Elischa bekannt waren (2. Kö 4,42ff. ), um sie zu überbieten. Die breite Streuung, Doppelung und Steigerung der Geschichte von der Massenspeisung in den Evangelien zeigt, dass sie von Urchristen schon früh erzählt wurde. Sie ist gedanklich verbunden mit der Seligpreisung Jesus (Lk 6,21 ):

„Selig, die ihr jetzt hungert, denn ihr werdet satt werden. Selig, die ihr jetzt weint, denn ihr werdet lachen.“

Auch die Zukunftsvision eines großen Festmahls aller Völker (Jes 25,6ff.), die in Jesusworten wie Mt 8,11 anklingt, kann diese Wundererzählung beeinflusst haben. Die Betonung des Sattwerdens durch Teilen des wenigen, das zum Leben da ist, verweist auch auf die eventuell schon vorausgesetzte Gütergemeinschaft der Jerusalemer Urgemeinde (Apg 2,45f.).

### Rettungswunder

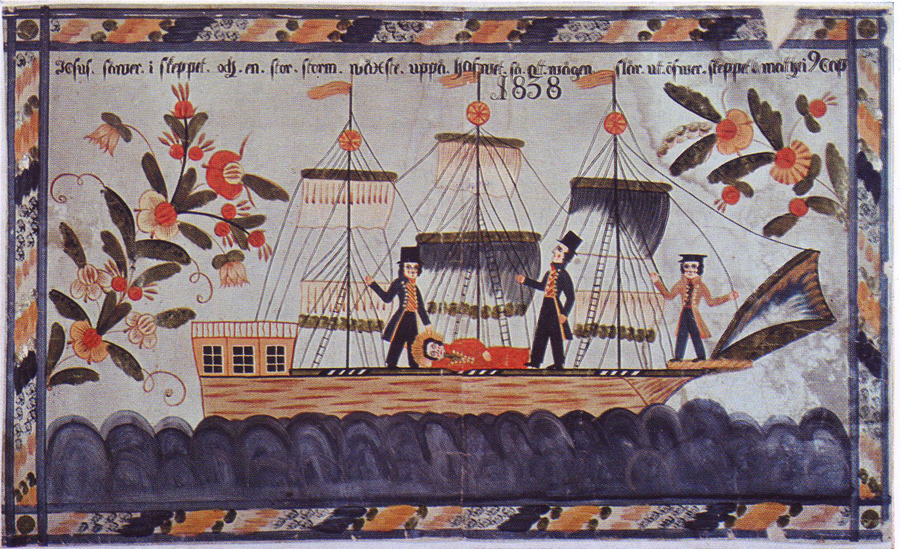
Sturmstillung, Olof Larsson Wikström, 1838

Hier geschieht eine wunderbare Rettung von Anhängern Jesu aus von Naturgewalten verursachter Not.
- die Stillung des Seesturms (Mk 4,35–41 EU): Jesus ist der schützende Passagier, der von der Not nicht betroffen scheint, aber die Rettung bewirkt. Dies ist auch ein Gegenbild zur Geschichte von Jona und dem Wal.
- der Seewandel: Jesus erscheint als von außen eingreifende göttliche Gestalt (Mk 6,45ff. EU).

Beide Naturwunder haben Analogien in der antiken Umwelt: Die Fähigkeit zum Gehen auf dem Wasser und zum Bändigen von Wind und Wellen galt als Zeichen göttlicher Macht. Indem diese Berichte Jesus solche Fähigkeiten zuschreiben, setzen sie laut Gerd Theißen ein Wissen von seiner Auferstehung implizit schon voraus und seien daher nur als nachösterliche Dichtung erklärbar.

### Strafwunder

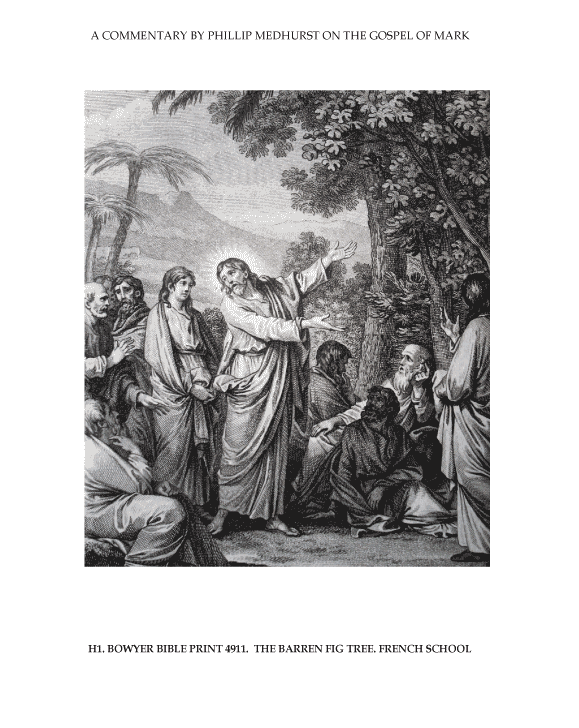
Verfluchung des Feigenbaumes

Die Verfluchung des Feigenbaums (Mk 11,12ff.) ist das einzige im NT von Jesus berichtete „Strafwunder“: Es trifft anders als Strafwunder im Tanach (2 Kön 2,23f.) oder späterer urchristlicher Überlieferung (Apg 5,1ff.) keine Menschen und wird bei Markus in enge positive Beziehung zur Gebetserhörung und Sündenvergebung gebracht (Mk 11,20–26).

### Totenerweckungen

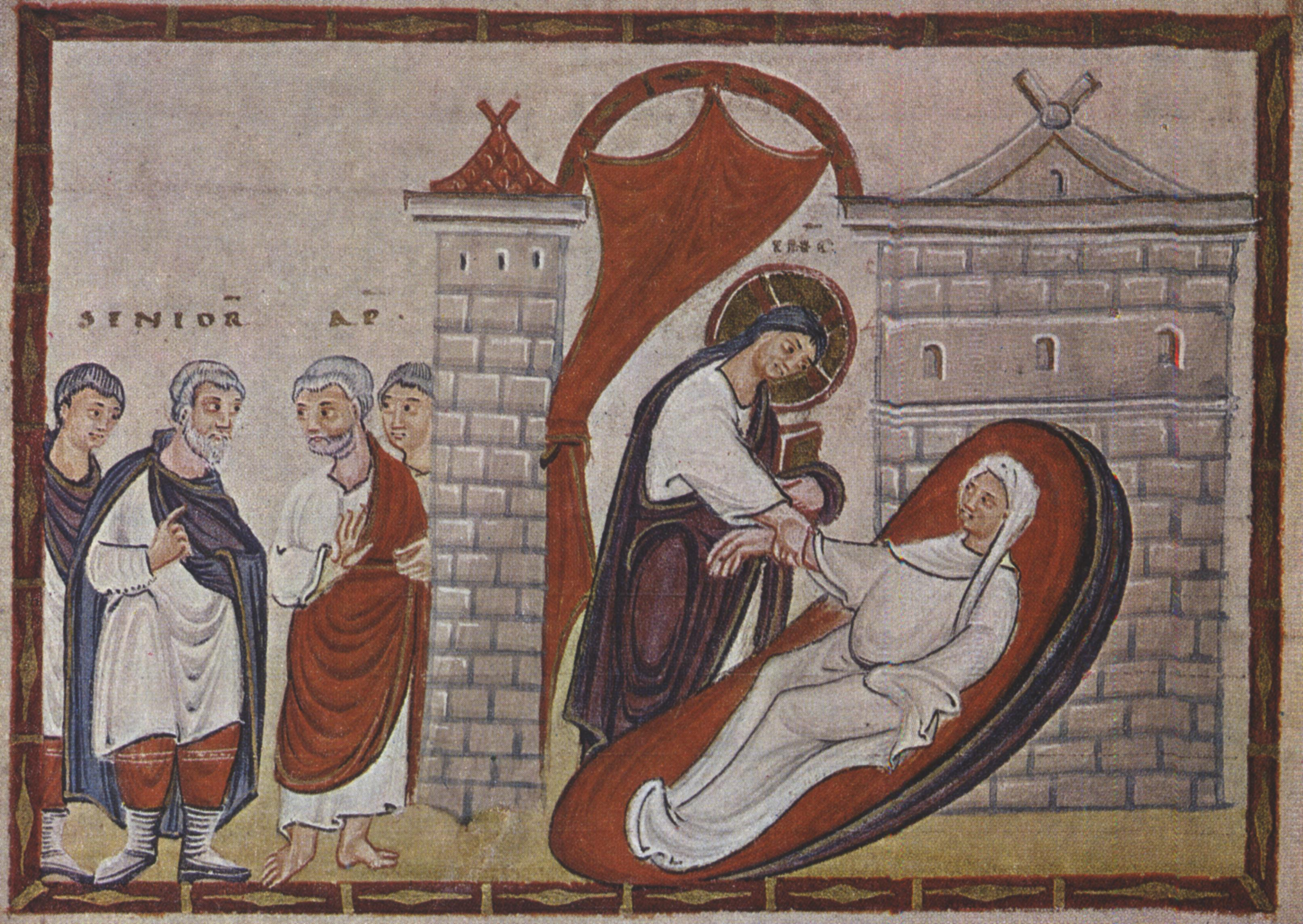
Auferweckung der Tochter des Jairus, Codex Egberti

Die Berichte von Wiedererweckungen Sterblicher nehmen unter den Wundertexten des NT eine Sonderstellung ein:
- Tochter des Synagogenvorstehers Jaïrus (Mk 5,21ff.35–43)
- Jüngling von Naïn (Lk 7,11–17)
- Lazarus in Bethanien (Joh 11,1–45)

Darin finden sich Motive der Exorzismen – Heilung gegen Widerstände (Mk 5,40; Joh 11,38), durch wortmächtige Anrede (Mk 5,41; Lk 11,14; Joh 11,43) – mit Zügen der Therapien – Heilung auf eigene Initiative Jesu (Lk 7,13f; Joh 11,11) oder auf Bitte von Betroffenen (Joh 11,20.32), Rettung aus verzweifelter Not (ebd., v.33) – vereint.
Bei Lukas führt das Wunder zum gemeinsamen Lobpreis Gottes, ohne Jesus hervorzuheben (Lk 7,16): Dieser Text gilt als zur Logienquelle gehörig, die nur dieses Wunder überliefert. In den übrigen beiden Texten spielt das Glaubensmotiv eine besondere Rolle. Markus verkoppelt sein Beispiel einer Totenerweckung mit einem anderen Wundertext und erzielt so eine Steigerung, die die Überwindung des Unglaubens der Zeugen betont (Mk 5,35–39.42).
Johannes stellt dieses Auferweckungswunder als Höhepunkt der Offenbarungstaten Jesu und Auslöser seiner Passion dar. Er führt hier so wie in allen seinen Wunderbeispielen das Thema Wer ist Jesus breit aus, indem er die Heilung mit längeren Dialogen auf dem Weg zur Tat und einer Ich-bin-Rede Jesu verbindet (Joh 11,25ff.). Jesus offenbart die von ihm zugesagte Herrlichkeit Gottes (Joh 11,40–53): Dies führt zur endgültigen Polarisierung zwischen seinen Anhängern und Feinden, die daraufhin seinen Tod beschließen. So schafft der Evangelist eine enge Korrespondenz zwischen Jesu Tat an einem Toten und der kommenden Auferstehung des hingerichteten Jesus.

### Das Schweigegebot
Das Markusevangelium und ihm folgend die Synoptiker überliefern mehrfach den Befehl Jesu an ausgetriebene Dämonen und Augenzeugen seiner Wunder (Jünger und Geheilte), das Erlebte niemandem weiterzuerzählen (Mk 1,44; Mk 7,36; Mk 9,9). Dieses Schweigegebot betrachtete die NT-Forschung seit William Wrede oft als Teil eines redaktionellen Konzepts vom Messiasgeheimnis. Dabei wird angenommen, dass erst der Evangelist Jesus diese Worte in den Mund legte, um auf das für ihn eigentliche Wunder hinzuweisen: die Selbstoffenbarung des Sohnes Gottes durch sein Leiden für andere und seinen stellvertretenden Sühnetod am Kreuz (Mk 8,31). Die überlieferten Wundertexte sollten Jesu Sendung einerseits bestätigen, erschwerten aber andererseits nach Markus seine Verkündigung, indem sie Jesus auf seinen Ruf als Krankenheiler festlegten.
Für manche Exegeten sollte Jesu Schweigegebot „dem sich bei jeder Heilung vergrößernden Zulauf wehren“. Die Heilungswunder konnten demnach zur Erkenntnis seiner Identität verhelfen oder aber diese verstellen: Letzteres könnte die überlieferten Schweigegebote erklären. Klaus Berger erklärt sie dagegen aus Jesu Ablehnung bloßer Bekenntnisse, denen keine Taten folgen (Mt 7,21).

## Außerkanonische Wunderberichte
Einige spätere außerkanonische Texte erzählen von einzelnen Wundern Jesu. Hierzu gehören die Abgarlegende (überliefert von Eusebius von Caesarea), das Kindheitsevangelium nach Thomas (KThom) sowie das von diesem abhängige Arabische Kindheitsevangelium, das spätere Wunderlegenden des Koran über Isa bin Maryam (Jesus, Sohn der Maria) beeinflusste. Sie gehören nach der NT-Forschung bereits zur Überlieferung der Kirche, die die verschrifteten kanonischen Evangelien voraussetzte und mit Legenden ausschmückte.
Das fragmentarisch erhaltene Nazaräerevangelium etwa variiert die Erzählung von der Heilung der verdorrten Hand (Mt 18,21f. ): Der Geheilte ist hier Maurer und tritt an Jesus mit einer Heilungsbitte heran, um seinen Beruf wieder ausüben zu können.
Im Kindheitsevangelium des Thomas (KThom 2) wird das Sperlingswunder erzählt: Der fünfjährige Jesus habe an einem Sabbat aus Lehm zwölf Sperlinge geformt, worauf ein alter Rabbiner mit ihm schimpfte, weil an einem Sabbat kein Handwerk ausgeübt werden dürfe. Mit einem Händeklatschen habe Jesus den Gebilden zugerufen: „Fort mit euch!“ Darauf seien sie lebendig geworden und davongeflogen. – Diese Legende stützt sich auf Einzelmotive der Evangelien wie den Bruch des Sabbatgebots, die Berufung der zwölf Jünger, vor allem aber auf das wortmächtige Handeln Gottes als Schöpfer. Die Aussage ist: Jesus handelt wie der Schöpfer auch am Sabbat, als dieser von seinen Werken ruhte (Gen 2,2 ). Er benutzt dasselbe Erdmaterial für die Sperlinge wie Gott für die Menschen (Gen 2,7 ), um spielerisch die Berufung und Aussendung der Jünger vorwegzunehmen.

## Besonderheiten gegenüber zeitgenössischen Analogien
Die Zeugnisse von Jesu Wundertaten wurden in der religionsgeschichtlichen Forschung seit dem 19. Jahrhundert mit ähnlichen antiken Wunderberichten verglichen. Dabei wurden verschiedene damals typische „Modelle“ an ihn herangetragen.

### Heilende Götter
Religion und Medizin waren in der Antike nicht getrennt: Von den Kultorten zahlreicher verschiedener Götter gingen im Glauben des Hellenismus Heilkräfte aus. Priester und Ärzte arbeiteten dort oft Hand in Hand. Ein schon seit dem 5. Jahrhundert v. Chr. bekannter Wallfahrtsort war das Heiligtum des Gottes Asklepios in Epidauros. Dort entstand eine Art Kurzentrum, das Kranke von weither anzog und den, der es betrat, mahnte: Rein muss der sein, der in den weihrauchduftenden Tempel eintritt. Reinheit heißt: reine Gedanken haben. In diesem Bereich galten besondere Regeln: Gebärende und Sterbende waren nicht zugelassen, der Verzehr von Opferfleisch verboten. Nach einer Serie von Ritualen erwarteten die weiß gekleideten Kranken im Schlaf die Heilung oder im Traum die Heilungsanweisung durch den Gott. Votivtafeln am Eingang kündeten von den Wundern, die dabei geschehen sein sollen. Diese wurden hier einer entrückten sakralen Sphäre zugeordnet. Sie waren mit mühevollen Auflagen für den Geheilten, der die Reise dorthin auf sich genommen hatte, verbunden.
Dieses Verständnis von Heilung als Absonderung vom Alltagsleben und rituelle Eigenbemühung um Vollkommenheit wies Jesus nach dem NT zurück, indem er sich selbst unter Einsatz seines Lebens gerade „Unreinen“ und Ausgegrenzten zuwandte und diese ohne besondere Auflagen zur Rückkehr in die Gemeinschaft befähigte.

### Der „göttliche Mensch“
Ludwig Bieler stellte 1936 die These auf, Jesus sei im NT nach dem allgemein in der Antike verbreiteten Bild des mit besonderen Kräften begabten „göttlichen Menschen“ (griech. theios aner) stilisiert worden. Viele damalige Herrscher und berühmte Ärzte sollten über göttliche Heilkräfte verfügt haben. Der jüdische Historiker Philo von Alexandria stellte Moses eventuell nach diesem Modell dar.
Bekanntes außerbiblisches Beispiel ist der Wanderphilosoph Apollonios von Tyana († um 97). Die von Philostratus verfasste Biografie aus dem 3. Jahrhundert berichtet von Wanderreisen, Exorzismen, einem Seucheneinhalt und einer Wiederbelebung (Vita Appollonii IV,45). Deren Darstellung zeigt deutliche Unterschiede zu den im NT berichteten Totenerweckungen Jesu:
- Der Ich-Erzähler geht von einem Scheintod aus,
- er betont die vornehme Herkunft der gestorbenen Konsultochter,
- die Heilung geschieht durch Berührung und einige unverständliche Worte
- der Täter soll bezahlt werden und lehnt dies großzügig ab,
- der Autor vergleicht seine Tat mit aus griechischen Mythen bekannten Wundern
- und fragt zum Schluss, wie das Wunder zustande kam: ob der Scheintod den Ärzten verborgen blieb oder ob Apollonius das erloschene Leben wieder zurückgerufen und angefacht hatte.[12]

Demgegenüber bezweifeln die NT-Texte nicht die Realität des Todes, sondern betonen sie:
- Jesus kam zu spät (Mk 5,35), sogar absichtlich, der Tote verweste schon (Joh 11,4ff.17.39)
- Er redet die unmittelbar betroffenen nächsten Verwandten, nicht eine anonyme Zuschauermenge, persönlich an (Mk 5,36; Joh 11,23) und trauert mit ihnen (Joh 11,35).
- Er muss Widerstände überwinden: Die Bitte um Hilfe wurde schon als umsonst abgewehrt (Mk 5,35), sein Widerspruch wird ausgelacht (Mk 5,39), das Grab ist verschlossen (Joh 11,38).
- Er berührt nur den Sarg, nicht den Toten, und spricht diesen öffentlich an (Lk 7,14).
- Die NT-Texte versuchen nicht die Wundermethode zu ergründen, sondern erfragen bzw. verkünden nur die Identität des Täters.
- Sie bringen die Wunder in enge Beziehung zu Jesu eigenem, die ganze Welt betreffenden Schicksal.

### Magier
Ein Gegenmodell zum göttlich begabten Menschen war damals der Magier. Er wurde besonders im Judentum oft negativ als Scharlatan und Betrüger bewertet, der mit Satan im Bund stehe: Diese Sicht vertreten in den Evangelien bereits früh Jesu Gegner (Mk 3,22; Mt 27,63; Joh 7,12; Joh 8,48 u. a.). Sie hat sich im Jesusbild des Talmud niedergeschlagen, der ihn gerade wegen seiner Wundertaten, die er als Tatsache voraussetzt, als Volksverführer zum Götzendienst (Dtn 13,2-6) betrachtet.
Morton Smith vertrat unter Berufung auf solche Belegstellen die Hypothese, Jesus habe in Ägypten, wohin seine Familie nach seiner Geburt geflohen sein soll (Mt 2,13ff.), eine regelrechte Ausbildung in magischen Praktiken erhalten, sei von Beelzebub besessen gewesen und habe sich beschwörend der Kräfte des toten Täufers Johannes bemächtigt (Mk 6,16). Damit habe er seine Exorzismen, aber auch andere wunderbare Taten wie Hellsehen, plötzliches Verschwinden, Rückzug in die Wüste, Weitergabe der Vollmacht zur Dämonenaustreibung, Weitergabe verzauberter Nahrung (im Abendmahl) und sogar schwarze Magie, indem er durch verzaubertes Brot den Satan in Judas Iskariot fahren ließ (Joh 13,27), bewirken können. Er habe sich für einen Gottessohn im Sinne der Göttersöhne griechischer Zauberpapyri gehalten.
John Dominic Crossan verstand den Begriff Magie als bloßes Etikett der Gesellschaft, die Wunder mal positiv, mal negativ bewerte. Er sah in Jesu Wundertaten eine Art sozialen Protest gegen die Definitionsmacht der Herrschenden, die Gottes befreiender Macht nicht vertrauten und ihre Toradeutung zementieren wollten (Mk 3,6).
Ein Teil der urchristlichen Überlieferung spiegelt zwar magische Volksfrömmigkeit. Aber Jesus verstand sich nicht als Magier, sondern als Prophet (Mk 6,4). Sein typischer, besonderer Zuspruch Dein Glaube hat dich gerettet zeigt für Gerd Theißen ein magischer Manipulation entgegengesetztes Vertrauen auf die autonome Eigenkraft des Geheilten, das auf der persönlichen Beziehung zu diesem beruhe und ihm neue Gemeinschaft mit seiner sozialen Umwelt ermögliche. Von Jesus sind fast keine ritualisierten magischen Praktiken überliefert; vielmehr konnte er nach urchristlicher Überlieferung allein durch seine unableitbare, von Gott gegebene „Vollmacht“ (griech. exousia) heilen. Dieses Charisma habe eben nicht überall „funktioniert“ (Mk 6,5). Auch dass er die an ihn herangetragene Forderung nach Beglaubigungswundern ablehnte (Mk 8,11f.), passe nicht zu einem magischen Selbstverständnis. Besonders dass er seine Heilungen als Anbruch des Reiches Gottes verstanden habe, unterscheide ihn von Magiern, die bloß die Beherrschung der dämonischen Kräfte und isolierte Mirakel, aber keine endgültige Überwindung der Weltherrschaft des Bösen anstrebten.

### Charismatiker
Im Raum Palästinas gab es um die Zeitenwende verschiedene Rabbiner, von denen die Gabe, Wunder zu wirken, erzählt wurde. Im 1. Jahrhundert v. Chr. soll Honi ha-M'agel Regen durch das Ziehen eines magischen Zauberkreises herbeigezaubert haben. Er und sein Enkel sind im Talmud die einzigen Juden, die Gott wie Jesus mit Abba (Papa, lieber Vater) anredeten. Ansonsten wurde Honi dort jedoch eher kritisch, von Flavius Josephus (Antiquitates Judaios 14,22–24) dagegen positiv beurteilt.
In Galiläa wirkte um 60–100 Chanina ben Dosa, Hauptvertreter des dortigen Chassidismus. Er lebte in freiwilliger Armut, hatte kein Interesse am Opferkult und legte wie Jesus die Tora mündlich aus (Halacha). Von ihm erzählt die rabbinische Tradition verschiedene Wunder:
- zwei Fernheilungen durch Gebet,
- Macht über Dämonen,
- Immunität gegen Schlangenbiss.

Auch wurde er laut Talmud von Gott als mein Sohn bezeichnet (bTaan 3,8; vgl. Mk 1,11). Dieser Titel taucht besonders in den markinischen Exorzismen oft im Munde der Dämonen für Jesus auf. Honi, Hanina und Jesus wurden zudem mit dem Propheten Elija verglichen (Mk 8,28). Aus solchen Ähnlichkeiten schloss der jüdische Profanhistoriker Geza Vermes: Jesus sei in einem schon vorhandenen „charismatischen Milieu“ aufgewachsen, das ihn geprägt habe.
Doch von einer besonderen „Vollmacht“ und einer Endzeiterwartung dieser jüdischen Charismatiker berichtet die talmudische Tradition nichts; nicht sie, sondern Gott bewirkte dort ihre Wunder, um die sie beteten. Dass Jesu Wunder nicht aus seiner Umgebung oder Ausbildung erklärbar sind, wird dadurch unterstrichen, dass von Johannes dem Täufer und dem Apostel Jakobus, Jesu Bruder, im Gegensatz zu anderen Aposteln keine Wundertaten überliefert sind und es vor Jesus keine Wundertäter in Israel gab, von denen Dämonenaustreibungen berichtet wurden.

### Zeichenpropheten
In den Jahrzehnten vor der Zerstörung des zweiten Jerusalemer Tempels im Jahr 70 traten laut Josephus in Palästina einige Propheten auf, die besondere Zukunftszeichen ankündigten, aber selbst keine Wunder vollzogen:
- Die Samaritaner lehnten den Jerusalemer Tempelkult ab. Um 36 versprach ein Prophet ihnen, sie würden die verschollenen Geräte ihres eigenen Tempels auf dem Berg Garizim wiederfinden. Damit verknüpften sie die Erwartung, das 722 v. Chr. untergegangene Nordreich Israel werde wiederhergestellt.
- Der Prophet Theudas sagte um 44 die Spaltung des Jordans voraus: Dieses dem Schilfmeerwunder (Ex 14) nachgestaltete Wunder ist im Tanach von Josua (Jos 3) und Elija (2 Kön 2,8) überliefert. Es bedeutete symbolisch eine neue Gabe des Landes, also indirekt auch die Befreiung von Fremdherrschaft.
- Ein weiterer, anonymer Prophet kündigte in der Regierungszeit des Prokurators Felix (52–60) einen neuen Exodus Israels durch Zeichen in der Wüste an.
- Ein Ägypter sammelte Anhänger, führte sie an den Ölberg und verhieß ihnen den Einsturz der Mauern Jerusalems auf seinen Befehl hin (vgl. Apg 21,38).
- Jesus ben Ananias trat um 62 in Jerusalem auf und kündigte monoton die Vernichtung von Tempel, Tempelstadt und jüdischem Volk an, bis man ihn festnahm und den Römern auslieferte, die ihn auspeitschten und nach ergebnislosem Verhör laufen ließen.

Jesus kündigte das kommende Reich Gottes ebenfalls mit noch zu seiner Zeit eintretenden Zeichen an, vor allem mit der Tempelzerstörung (Mk 13,2), verbunden mit der Vertreibung der Opferhändler und Geldwechsler (Joh 2,19), die als Anfang und Forderung einer Kultreform verstanden werden konnte. Er wurde daher von seinen Gegnern mit jüdischen Zeichenpropheten wie Theudas verglichen. Dessen Schicksal führte der Pharisäer Gamaliel laut Apg 5,34–39 im Sanhedrin an, um die geforderte Freilassung der inhaftierten Apostel zu begründen.
Während die jüdischen Charismatiker Wunder wirkten, ohne eine Weltveränderung zu predigen, und die Propheten diese ohne eigene Wundertaten ankündigten, liegt Jesu Besonderheit gerade in der Verbindung von beidem:

„Die Einzigartigkeit der Wunder des historischen Jesus liegt darin, dass gegenwärtig geschehenden Heilungen und Exorzismen eine eschatologische Bedeutung zugesprochen wird. In ihnen beginnt eine neue Welt.“

## Historisch-kritische Diskussion
Die Kirchenväter legten die Wunderberichte des NT oft als Demonstration der Göttlichkeit Jesu aus. Dagegen fragte schon der römische Philosoph und Christentumsgegner Celsus um 178 nach ihrer Besonderheit: Sicher habe „[…] vieles erst in der Erzählung der Jünger den Charakter des Wunderbaren erhalten […] Aber nehmen wir einmal an, er [Jesus] habe diese Wunder vollbracht, […] er habe Kranke geheilt, Tote auferweckt und […] eine große Menge gespeist:“ Es gebe andere Wundermänner, die für wenig Geld noch größere Wunder anböten: „Sie treiben Dämonen aus, blasen Krankheiten weg, beschwören Heroenseelen, zeigen kostbare Mahlzeiten […], die gar nicht wirklich vorhanden sind […] Wenn diese Leute solche Dinge vollbringen können, müssen wir sie dann für Gottes Söhne halten?“
Damit erklärte Celsus die Wunderberichte des NT bereits aus dem Glauben der Jesusanhänger und dem religionsgeschichtlichen Vergleich. Seit der Aufklärung wurden diese Kriterien wissenschaftlich ausformuliert. Dabei übernahm der Rationalismus zunächst die Prämisse, dass nur historisch sein könne, was naturwissenschaftlich möglich sei. Dem folgten auch damalige Theologen. Demgemäß erklärte etwa Karl Friedrich Bahrdt (1741–1792) die im NT berichteten wunderhaften Vorgänge aus natürlichen, subjektiv fehlgedeuteten Ursachen: So sei Jesus beim Seewandel im Nebel am Seeufer oder auf dort im Wasser liegenden Bauhölzern entlanggegangen und daher von den Jüngern für ein Gespenst gehalten worden, das auf dem Wasser gehen könne. Bei der Sturmstillung habe er die verängsteten Jünger angeherrscht: Schweigt still, was diese auf Wind und Wellen bezogen, die sich zufällig im selben Moment legten. Dies hätten die Jünger dann auf seinen „Befehl“ zurückgeführt.
Auch Heinrich Eberhard Gottlob Paulus (1761–1851) suchte nach im Text ungenannten Ursachen der Wunder, um diese vernünftig zu erklären: So hätten genügend Zuhörer bei der Massenspeisung Nahrungsvorräte bei sich gehabt. Jesus habe seine Nahrung mit seinen Jüngern geteilt und die übrigen Zeugen damit angeregt, ebenfalls ihre Vorräte mit den Mittellosen in ihrer Nähe zu teilen, so dass alle satt wurden.
Diese Erklärungsversuche setzen tatsächliche Ereignisse voraus, deuten aber das Wunderbare aus ihnen heraus. Albert Schweitzer (1875–1965) karikierte dies in seiner Geschichte der Leben-Jesu-Forschung 1906: Die Totenerweckungen solle man betiteln: „Jesus bewahrt davor, lebendig begraben zu werden“, da es sich aus rationalistischer Sicht jeweils um Scheintote gehandelt habe.
David Friedrich Strauß (1808–1874) dagegen fasste in seiner Schrift Das Leben Jesu, kritisch bearbeitet (1836) die Wundergeschichten als gedichtete Mythen auf, die eine bestimmte Idee ausdrücken wollten: Sie seien zur Überbietung dessen, was im Alten Testament von den Propheten erzählt wurde, geschaffen worden, um Jesus als den verheißenen Messias darzustellen. Jesus habe Wunder selbst eher abgelehnt, aber an ihn herangetragene Erwartungen erfüllen müssen. Strauß erklärte einen Teil der Heilwunder Jesu psychosomatisch, andere als absichtslos erdichtete volkstümliche Sagen, die auch ohne historische Basis einen religiösen Sinn hätten:

„Sobald er einmal für einen Propheten galt …, – so traute man ihm auch Wunderkräfte zu, und sobald man sie ihm zutraute, traten sie sicher auch in Wirksamkeit.“

Auch Ernest Renan, der Strauß’ Jesus-Biografie kannte, beschrieb in Das Leben Jesu (1863) die Wunder Jesu als „unverzichtbares Kennzeichen des Göttlichen und als Zeichen prophetischer Berufungen.“
Für Rudolf Bultmann (Geschichte der synoptischen Tradition, 1921) entstand ein Großteil der Wunderberichte erst nach Jesu Tod im Urchristentum. Dabei seien hellenistische Motive auf Jesus übertragen worden. Das Weinwunder in Kana etwa stamme aus dem Dionysoskult. Auch Martin Dibelius (Formgeschichte der Evangelien 1919) bewertete die meisten Wundertexte als spätere Anpassung der kirchlichen Verkündigung an profane Legenden der antiken Umwelt. Ludwig Bieler (Theios Aner 1936) konstruierte einen „göttlichen Menschen“ als antiken Typos eines Wundertäters, nach dem auch die Figur Jesu gestaltet worden sei. Damit verloren die Wundergeschichten ihren notwendigen Bezug zur „messianischen Idee“ (Strauß), also zum Glauben an den Erlöser aller Menschen als Mitte des christlichen Glaubens. Sie galten nun nur noch als damaliges und heute entbehrliches Mittel, um die eigentliche Glaubensbotschaft auszudrücken: dass Gott durch Jesus an der Welt gehandelt habe und handeln wolle.
Untersuchungen der Redaktionsgeschichte der Evangelien stützten diese Sicht. Jeder der Evangelisten stellte die Wundertexte in einen bestimmten erzählerischen Rahmen und hob bestimmte Pointen hervor:
- Das Matthäusevangelium kürzte nach Heinz Joachim Held (Matthäus als Interpret der Wundergeschichten: Überlieferung u. Auslegung im Matthäusevangelium 1960) die Markusvorlagen, ließ bestimmte Wunder aus und versammelte die übrigen in Mt 8–9 EU, um Jesus nach seiner Lehre (Mt 5–7 EU) als barmherzigen Messias der Tat darzustellen: Er habe die Krankheiten aller wie der von Deuterojesaja verheißene Gottesknecht auf sich genommen, indem er sie heilte (Mt 8,17 zitiert Jes 53,4 EU).
- Das Lukasevangelium vermehrte die Wundertexte der Markusvorlage und stellte nach Ulrich Busse (Die Wunder des Propheten Jesus 1977) an ihnen die gegenwärtige Erfüllung prophetischer Verheißungen an den Armen, Gefangenen und Sündern dar. Jesus sei für Lukas der letzte Prophet der Endzeit, der Gottes Heilswillen erfüllte und die Geretteten zum „messianischen Bankett“ einlud.
- Das Johannesevangelium verarbeitete nach Rudolf Bultmann (Das Evangelium des Johannes 1941) eine „Zeichenquelle“ von sieben Wundern, die einen naiven Wunderglauben ausdrückten. Diesen habe der Evangelist durch theologische Deutung umgeformt, um auf das eigentliche Wunder hinzuweisen, dass Jesus der Bringer des wahren Lebens sei (Joh 11,25 EU). Sein wunderbares Handeln solle seine göttliche Herrlichkeit (griech. doxa) zeigen, mit der er Glauben allein durch das Wort wecke. Dahinter trete das vordergründige Wunder zurück.